# Mikrowellenlampe
Eine Mikrowellenlampe ist eine Sonderform einer Gasentladungslampe. Ihre Besonderheit ist die elektrodenlose Bauart, ähnlich einer Nullode, und die Energiezufuhr in Form von Mikrowellenstrahlung.

## Funktionsweise
Die Mikrowellenlampe besteht aus einer mit Edelgas niedrigen Druckes gefüllten Quarzglaskugel oder -birne, die mit Metall-Halogenid-Salzen beschichtet ist. Durch Mikrowellen (typische Frequenz 2,45 GHz) aus einem Magnetron wird in der Kugel, auch Brenner genannt, ein Plasma erzeugt, indem die Edelgasfüllung ionisiert wird. Das Plasma bewirkt, dass das Metallhalogenidsalz verdampft. Edelgasplasma und Metallhalogeniddampf gemeinsam emittieren nun Licht eines breiten Spektralbereichs. Lampen mit dieser Technologie werden auch LEP-Lampen (Light Emitting Plasma) oder Plasma-Lampen genannt.
Das Lichtspektrum kann durch Dotieren der Beschichtung verändert werden. Mit einer Indium-Bromid-Beschichtung soll sich eine hellem Mittagslicht entsprechende Lichtfarbe von 6500 K ergeben.

## Weitere Eigenschaften
Durch Änderung der Leistung des Magnetrons sind Mikrowellenlampen auf 50 % dimmbar, ihr Farbspektrum bleibt dabei stabil.
Der Farbwiedergabeindex von Mikrowellenlampen liegt bei bis zu 95. Die Technik ist skalierbar; die Lichtausbeute liegt bei bis zu 120 Lumen/Watt.
Die Lebensdauer des Leuchtmittels liegt bei 8000 (Ultraviolett) bis 25.000 Stunden (Lichtstromrückgang um 10 %). Die Lebensdauer des Magnetrons liegt in ähnlicher Größenordnung.
Systemleistungen bis 5 kW werden angeboten.
Aufgrund des hohen Lichtstroms werden die Lampen bisweilen nicht direkt am Einsatzort aufgestellt. Stattdessen wird das Licht mit Hilfe von Lichtleitern in den Raum geführt. Das macht diesen Lampentyp wartungsfreundlich.
In der Industrie werden Ultraviolett-Mikrowellenlampen zur Aushärtung von Lackierungen, Beschichtungen oder Verklebungen (UV-curing) verwendet.
Ein Beispiel der Mikrowellenlampe ist die Schwefellampe.